# 瓦列里·伯納多

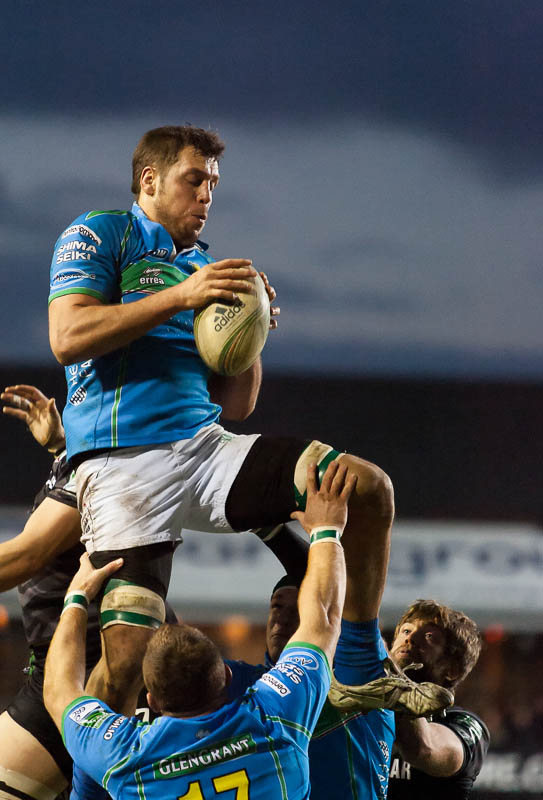
瓦列里·伯納多

瓦列里·伯納多（義大利語：Valerio Bernabò；1984年3月3日—）是一位意大利橄欖球運動員。他是意大利國家橄欖球隊的一員，代表意大利參加了2015年世界盃橄欖球賽。